# Edmond de Sélys Longchamps
Michel Edmond de Sélys Longchamps (Parigi, 25 maggio 1813 – Liegi, 11 dicembre 1900) è stato uno zoologo e politico belga.
Selys-Longchamps era considerato il maggior esperto al mondo di libellule e damigelle. Le sue ricchezze e la propria influenza gli permisero di creare una delle più vaste collezioni di Neurotteri al mondo e di descrivere molte nuove specie provenienti da ogni angolo del globo. Attualmente la sua collezione è conservata presso l'Istituto Reale Belga di Scienze Naturali.
Tra le varie opere che scrisse ricordiamo Monographie des Libellulidées d'Europe (1840) e Faune Belge (1842).

Stemma di Selys-Longchamps

## Biografia
Selys-Longchamps era un ricco aristocratico nato a Parigi. Malgrado avesse studiato sempre a casa e non avesse mai frequentato alcuna università, diventò il maggior esperto dell'epoca nel campo degli Odonati e dei Neurotteri di tutto il mondo e degli Ortotteri d'Europa. Fu anche un valente ornitologo. Membro liberale del Parlamento belga, divenne Consigliere di Waremme nel 1846; successivamente, nel 1855, divenne membro del Senato, del quale fu eletto Presidente nel 1880-84. Il suo interesse originario per l'ornitologia è dimostrato da un libro di illustrazioni a colori, raffigurante le specie proprie del Belgio, che disegnò all'età di 16 anni. L'ornitologia rimase uno dei suoi più grandi interessi per tutta la vita, e a Waremme fondò un Museo di Ornitologia dove era conservata una vastissima collezione di uccelli, sia europei che esotici, tra i quali le spoglie imbalsamate di un'alca impenne e un suo uovo. Fu attratto anche dallo studio dei piccoli mammiferi. All'età di 18 anni (nel 1831), pubblicò il suo primo studio scientifico, un elenco degli insetti della provincia di Liegi, al quale seguì, nel 1837, un elenco degli Odonati (libellule) e dei Lepidotteri (farfalle e falene) del Belgio. Da allora, pubblicò molti altri studi sugli Odonati. Tra questi vi erano alcune monografie, come Monographie des Libellulides d'Europe (1840) e Revue des Odonates d'Europe (1850), e due grandi opere sui Gomfini e i Calotterigini. Pubblicò anche alcune sinossi (opere contenenti analisi filogenetiche e tabelle) su Gomfini, Calotterigini, Agrionini, Cordulini, e un elenco dei generi degli Eschnini. L'unica famiglia che non trattò sinotticamente furono i Libellulini, dalla tassonomia troppo complicata. Sélys-Longchamps fu un grande viaggiatore e trascorse gran parte del tempo a giro per vari Paesi europei; divenne membro onorario di quasi tutte le società entomologiche europee, tra le quali la Royal Entomological Society. Morì a Liegi.